# Ingegerd Monthan
Ingegerd Olofsdotter Sundberg Monthan, född 14 december 1943, är en svensk dramatiker.
Efter utbildning vid Dramatiska Institutet har Monthan skrivit en lång rad pjäser. Flera har utgått från historiska gestalter, till exempel Clara Haber hade en mission, Drottningmötet och Mannen med läderbollen. En av Monthans mest spelade pjäser är barnpjäsen Historien om ett träd, som även har översatts till tyska och franska.
Monthan var gift med skådespelaren och regissören Leif Sundberg.